# Халан, Ион Ефремович
Ион Ефремович Халан (1923 село Немыльня, ныне Звягельский район, Житомирская область, Украина — 9 апреля 1945 эвакуационный госпиталь № 1303) — старший сержант Красной армии, участник Великой Отечественной войны и полный кавалер ордена Славы (Указ о награждении орденом Славы 1-й степени был подписан после его смерти). Скончался от множественных ранений в апреле 1945 года.

## Биография
Родился в 1923 году в селе Немыльня (ныне Новоград-Волынский район, Житомирская область, Украина) в крестьянской семье. В 1937 году окончил 7 классов средней школы, после чего устроился работать в колхоз.
В начале войны оставался на захваченной противником территории. В августе 1942 года вступил в партизанский отряд имени 25-летия Советской Украины. Был тяжело ранен в декабре 1943 года.
В Красной армии с апреля 1944 года. Служил в 282-м стрелковом полку 175-й стрелковой дивизии. За время службы в полку был наводчиком станкового пулемёта и командиром расчёта.
18 июля 1944 года, в сражении под Ковелем, Ион Халан, уничтожил пулемётным огнём более 10 вражеских солдат и 2 огневые точки. Одним из первых он ворвался в траншею занятую противником и в рукопашном бою уничтожил двух вражеских солдат. 5 августа 1944 года был награждён орденом Славы 3-й степени.
Участвовал в форсировании Буга (в районе Бреста). В середине октября 1944 года, около населённого пункта Ружополе (близ Варшавы), расчёт под командованием Иона Халана отразил три контратаки противника. Во время боя сам Ион Халан уничтожил пулемётным огнём 20 немецких солдат и 3 пулемётные точки. 1 ноября 1944 года он был награждён орденом Славы 2-й степени.
В январе 1945 года участвовал в форсировании Вислы. 15 января 1945 года, вблизи населенного пункта Крубин (Польша), Ион Халан подавил пулемётным огнем 2 вражеские огневые точки. Во время дальнейших боёв за плацдарм в расположении противника, он повредил один пулемёт и уничтожил один ДЗОТ и расчёты двух пулемётов. 31 мая 1945 года был награждён орденом Славы 1-й степени.
Участвовал в Восточно-Померанской операции. 19 марта 1945 года Ион Халан был тяжело ранен в правую ногу. Скончался от полученных ранений 9 апреля 1945 года в эвакуационном госпитале № 1303.
Тело Иона Халина, было похоронено в городе Гнезно (Польша) вблизи городского кладбища.

## Награды
- Орден Славы 1-й степени (31 мая 1945)[1][2][3];
- Орден Славы 2-й степени (1 ноября 1944 — № 7018)[1][2][4];
- Орден Славы 3-й степени (5 августа 1944 — № 144498)[1][2][5];
- Почётный гражданин города Новоград-Волынский[6]